# Holopogon cognatus
Holopogon cognatus är en tvåvingeart som beskrevs av Richter 1964. Holopogon cognatus ingår i släktet Holopogon och familjen rovflugor. Inga underarter finns listade i Catalogue of Life.